# Ludwig Godewols

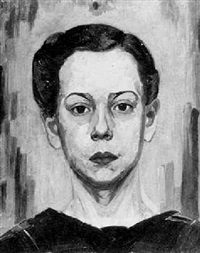
Porträt Herta Heitlindemann von Ludwig Godewols

Ludwig Godewols (* 29. Oktober 1870 in Gnoien; † 1926 in Bielefeld) war ein deutscher Maler und Professor an der Handwerker- und Kunstgewerbeschule Bielefeld.

## Leben
Ludwig Godewols wurde 1870 in Gnoien geboren. Von 1885 bis 1891 machte er eine Handwerkslehre als Maler. Nach Ableistung seines Wehrdienstes arbeitete er anschließend als Malergeselle in Bremen und Hannover. Von 1898 bis 1903 besuchte er die Kunstgewerbe- und Handwerkerschule Hannover und schloss diese mit der Lehrbefähigung für das Maler-, Lithographen- und Buchbinderhandwerk ab. 1903 ging Godewols als Lehrer an die Fachschule der Malerinnung nach Bielefeld. 1907 wechselte er an die damals neu gegründete Handwerker- und Kunstgewerbeschule Bielefeld.
Als Lehrer (Professor) der Maler- und Lithographenklasse trug Godewols in den kommenden Jahren maßgeblich dazu bei, dass die Bielefelder Kunstgewerbeschule zu einem anerkannten Ort der modernen Kunst wurde. Gemeinsam mit seinen Schülern besuchte er die herausragenden Kunstausstellungen jener Zeit wie etwa 1909 das Folkwang-Museum in Hagen und 1912 die Sonderbund-Ausstellung in Köln. Diese Ausstellungsbesuche waren prägend für ihn und seine Schüler.
Neben seiner Lehrtätigkeit war Godewols auch selbst als Künstler aktiv. Nachdem er sich anfänglich einer traditionell akademisch geprägten, dunkeltonigen Malweise verpflichtete, fand er zu Beginn der 1920er Jahre in seinen Bildern zu stärkerer Farbigkeit. 1923 wurde ihm erstmals eine Ausstellung im Städtischen Kunsthaus in Bielefeld gewidmet. Godewols starb 1926 im Alter von 56 Jahren.
Die Arbeiten Godewols und einiger seiner Schüler werden heute dem Stil des „Westfälischen Expressionismus“ zugeordnet.

## Schüler (Auswahl)
- Peter August Böckstiegel (1889–1951)
- Eduard Herterich (1905–1994)
- Heinz Lewerenz (1890–1939)
- Else Lohmann (1897–1984)
- Erich Lossie (1886–1944)
- Gustav Mennicke (1899–1988)
- Ernst Sagewka (1883–1959)
- Florenz Robert Schabbon (1899–1934)
- Hermann Stenner (1891–1914)
- Richard Sprick (1901–1968)
- Carl Strüwe (1898–1988)
- Theodor Steinkühler (1894–1921)
- Victor Tuxhorn (1892–1964)
- Wilhelm Wrobel (1900–1961)